# 波尔诺奥帕蒂
波尔诺奥帕蒂，是匈牙利沃什州所辖的一个村，总面积15.14平方公里，总人口407，人口密度26.9人/平方公里（2010年1月1日）。